# Schieland Groep
De Schieland Groep (sic, Engels: Schieland Group) is een groep gesteentelagen uit de Nederlandse lithostratigrafie. De afzettingen uit deze groep hebben gemeen dat ze in het Laat-Jura tot Vroeg-Krijt in een continentaal afzettingsmilieu gevormd zijn. Ze liggen in het grootste gedeelte van Nederland een aantal kilometer diep in de ondergrond.
De Schieland Groep bestaat uit acht formaties, die vaak niet boven op elkaar zijn afgezet, maar lateraal voorkomen.
- De Nieuwerkerk Formatie (Vroeg-Kimmeridgien tot Barremien) bestaat vooral uit zand- en kleisteen, afgezet in rivier- en kustvlaktes in het West-Nederlands Bekken en de Roerdalslenk;
- De Breeveertien Formatie (Vroeg-Kimmeridgien tot Berriasien) bestaat uit vergelijkbare afzettingen als de Nieuwerkerk Formatie, maar dan in het Breeveertien Bekken voor de Hollandse kust;
- De Zürich Formatie (Tithonien tot Berriasien) bestaat voornamelijk uit in kustvlaktes afgezette kleisteen en lacustriene of lagunaire kalksteen in het Centraal Nederlands Bekken;
- De Friese Front Formatie (Laat-Callovien tot Tithonien) bestaat uit klei- en zandsteen afgezet in rivier- en kustvlaktes in de Central Graben;
- De Puzzle Hole Formation (Oxfordien tot Kimmeridgien) bestaat uit kustvlakte- en deltaïsche afzettingen waarin veel steenkool voorkomt, in de Central Graben;
- De Lower Graben Formation (Callovien) bestaat uit fluviatiele kleien en zanden die de Central Graben vulden;
- De Middle Graben Formation (Oxfordien) bestaat uit kleien en zanden van een kustvlakte uit de Central Graben;
- De Upper Graben Formation (Oxfordien) bestaat uit zanden van een strandafzetting uit de Central Graben.

De Schieland Groep ligt meestal boven op de Altena Groep uit het Vroeg-Jura. Ze is gelijktijdig afgezet met de paralische tot beperkt mariene Nedersaksen Groep die in het oosten van Nederland voorkomt. In het Dutch Central Graben ligt de Scruff Group boven op de Schieland Groep, in het Breeveertien Bekken ontbreekt deze groep en dekt de Rijnland Groep de Schieland Groep af. Zowel de Scruff Group als de Rijnland Groep bestaan uit mariene afzettingen. De overgang van de Schieland Groep naar deze groepen laat zien dat er in het late Jura een transgressie van de zee plaatsvond.